# Zitti e buoni
A Zitti e buoni (magyarul: Csendes és jó) a Måneskin olasz együttes dala, mellyel Olaszországot képviselték a 2021-es Eurovíziós Dalfesztiválon Rotterdamban. A dal 2021. március 6-án, az olasz nemzeti döntőben, a Sanremói Dalfesztiválon megszerzett győzelemmel érdemelte ki a dalversenyen való indulás jogát.

## Eurovíziós Dalfesztivál
2020. december 18-án vált hivatalossá, hogy az együttes Zitti e buoni című dala is bekerült a Sanremói Dalfesztivál mezőnyébe. A dal hivatalosan március 3-án jelent meg, miután a dalfesztivál első estjén előadták. 2021. március 6-án vált hivatalossá, hogy az együttes alábbi dalát választották ki a nézők a 2021-es Sanremói dalfesztiválon, amellyel képviselhetik hazájukat az elkövetkezendő Eurovíziós Dalfesztiválon. Az együttes a következő napon hivatalosan is megerősítette, hogy szeretnék képviselni Olaszországot.
Mivel Olaszország tagja az automatikusan döntős „Öt Nagy“ országának, ezért a dalt először a május 22-én rendezett döntőben versenyzett, de előtte az első elődöntő zsűris főpróbáján adták elő. Fellépési sorrendben huszonnegyedikként léptek fel, a holland Jeangu Macrooy Birth of a New Age című dala után és a svéd Tusse Voices című dala előtt. A szavazás során a zsűri szavazáson összesítésben negyedik helyen végeztek 206 ponttal (Grúziától, Horvátországtól, Szlovéniától és Ukrajnától maximális pontot kaptak), míg a nézői szavazást megnyerték (Bulgáriától, Máltától, San Marinótól, Szerbiától és Ukrajnától maximális pontot kaptak), így összesítésben 524 ponttal megnyerték a versenyt és megszerezték Olaszország harmadik eurovíziós győzelmét. A 2006-os dalverseny óta ez volt az első alkalom, hogy rock dal nyert, amire az együttes énekese, Damiano, a nyertes beszédében utalt is a „Rock 'N' Roll Never Dies” (A rock 'n' roll sosem hal meg) mondattal. Emellett 2010 óta ez volt az első alkalom, hogy az automatikus döntős országok közül nyerték meg a versenyt, valamint az énekes kivételével az együttes többi tagjai számítanak a 2000 után született első eurovíziós győzteseknek. Győzelmük után a dal eredeti, trágár kifejezéseket is tartalmazó verzióját adták elő.
A következő olasz induló Mahmood és Blanco voltak a Brividi című dalukkal a hazai rendezésű 2022-es Eurovíziós Dalfesztiválon, Torinóban.
A következő győztes az Ukrajnát képviselő Kalush Orchestra Stefania című dala volt.

### Kapott pontok
| Szavazat | Össz | Szavazó országok | Szavazó országok | Szavazó országok | Szavazó országok | Szavazó országok | Szavazó országok | Szavazó országok | Szavazó országok | Szavazó országok | Szavazó országok | Szavazó országok | Szavazó országok   | Szavazó országok | Szavazó országok | Szavazó országok | Szavazó országok | Szavazó országok | Szavazó országok | Szavazó országok | Szavazó országok | Szavazó országok | Szavazó országok | Szavazó országok | Szavazó országok | Szavazó országok | Szavazó országok | Szavazó országok | Szavazó országok | Szavazó országok | Szavazó országok | Szavazó országok | Szavazó országok | Szavazó országok | Szavazó országok | Szavazó országok | Szavazó országok | Szavazó országok | Szavazó országok |
| Szavazat | Össz | Izrael           | Lengyelország    | San Marino       | Albánia          | Málta            | Észtország       | Észak-Macedónia  | Azerbajdzsán     | Norvégia         | Spanyolország    | Ausztria         | Egyesült Királyság | Szlovénia        | Görögország      | Lettország       | Írország         | Moldova          | Szerbia          | Bulgária         | Ciprus           | Belgium          | Németország      | Ausztrália       | Finnország       | Portugália       | Ukrajna          | Izland           | Románia          | Horvátország     | Csehország       | Grúzia           | Litvánia         | Dánia            | Oroszország      | Franciaország    | Svédország       | Svájc            | Hollandia        |
| -------- | ---- | ---------------- | ---------------- | ---------------- | ---------------- | ---------------- | ---------------- | ---------------- | ---------------- | ---------------- | ---------------- | ---------------- | ------------------ | ---------------- | ---------------- | ---------------- | ---------------- | ---------------- | ---------------- | ---------------- | ---------------- | ---------------- | ---------------- | ---------------- | ---------------- | ---------------- | ---------------- | ---------------- | ---------------- | ---------------- | ---------------- | ---------------- | ---------------- | ---------------- | ---------------- | ---------------- | ---------------- | ---------------- | ---------------- |
| Nézők    | 318  | 7                | 10               | 12               | 10               | 12               | 8                | 8                | 10               | 7                | 10               | 8                | 3                  | 10               | 10               | 7                | 6                | 8                | 12               | 12               | 10               | 8                | 7                | 7                | 8                | 7                | 12               | 5                | 10               | 10               | 6                | 8                | 10               | 5                | 10               | 10               | 3                | 10               | 2                |
| Zsűri    | 206  |                  | 5                | 10               | 4                |                  | 3                | 10               |                  | 5                |                  | 6                |                    | 12               | 4                | 8                |                  |                  | 8                | 10               | 8                | 2                | 6                | 6                | 6                | 3                | 12               | 7                | 3                | 12               | 6                | 12               | 10               |                  | 10               |                  | 10               | 8                |                  |

## Slágerlisták
| Slágerlista (2021)                      | Legjobb helyezés |
| --------------------------------------- | ---------------- |
| Belgium (Framand Ultratop 50)           | 6.               |
| Egyesült Államok (Billboard Global 200) | 106.             |
| Egyesült Királyság (UK Singles)         | 17.              |
| Egyesült Királyság (UK Rock and Metal)  | 1.               |
| Finnország (Suomen virallinen lista)    | 12.              |
| Hollandia (Holland Single Top 100)      | 1.               |
| Írország (IRMA)                         | 14.              |
| Litvánia (AGATA)                        | 1.               |
| Németország (GfK)                       | 9.               |
| Norvégia (VG-lista)                     | 2.               |
| Olaszország (FIMI)                      | 2.               |
| Svájc (Schweizer Hitparade)             | 2.               |
| Svédország (Sverigetopplistan)          | 1.               |
| Új-Zéland (RMNZ)                        | 23.              |